# Eupithecia oxycedrata
Eupithecia oxycedrata is een vlinder uit de familie spanners (Geometridae). De wetenschappelijke naam is voor het eerst geldig gepubliceerd in 1833 door Rambur.
De soort komt voor in Europa.